# Rönn
Rönn (Sorbus aucuparia) är ett träd inom familjen rosväxter. Dess löv, blomning om våren och röda bär på hösten är karaktäristiska och lätt identifierbara tecken. Blomning och bär liknar den nära släktingen oxelns (S. intermedia), men löven skiljer sig markant mellan arterna genom att rönnen har små, sågtandade och parbladiga uddblad på ett enda lövfäste. Oxelns löv liknar ekens, men är mörkare gröna och ludna på undersidan.
Rönnen blir aldrig särskilt stor och är, som Linné skrivit, "ett träd, som icke blir gammalt". Den växer snabbt men blir sällan mer än 50–60 år.
Ordet rönn kommer förmodligen från röd (bli röd, rodna-rönna), och kan då syfta på bären eller på lövens klara höstfärger.

## Historik
Redan när kanten av inlandsisen låg i norra Götaland 12 000 f.Kr. invandrade rönnen tillsammans med andra lövträd som asp, björk och sälg. Omkring 4 500 f.Kr. hade dessa arter spridit sig till nordligaste Norrland. Rönn är Norrbottens landskapsträd.

## Frukter och blommor
Rönnens blommor är små och talrika, sitter i rikt förgrenade kvastar. Blomman är av äppelblommornas typ med roslik krona och bred honungsrik disk innanför ståndarna. Den har 20 ståndare, ställda i tre cirklar.
Blommorna utmärker sig med en mycket stark frän lukt ("sillake blandad med blåsyra"). Doften kommer av s.k. aminoida luktämnen, och den är speciell för blommor som framförallt pollineras av flugor (som fläder, hagtorn och murgröna). Trots sin styrka brukar doften inte märkas en bit bort från växten.
 Frukterna kallas rönnbär och är små äppelfrukter, med endast 2 eller 3 rum med mycket tunna, mjuka hinnväggar. De mogna rönnbären utgör den viktigaste vinterfödan för många fågelarter, till exempel sidensvans och trastar. Genom fåglarna sprids fröna, och kan då också hamna på tak, murar, bergväggar och uppe i kronorna på större träd. 

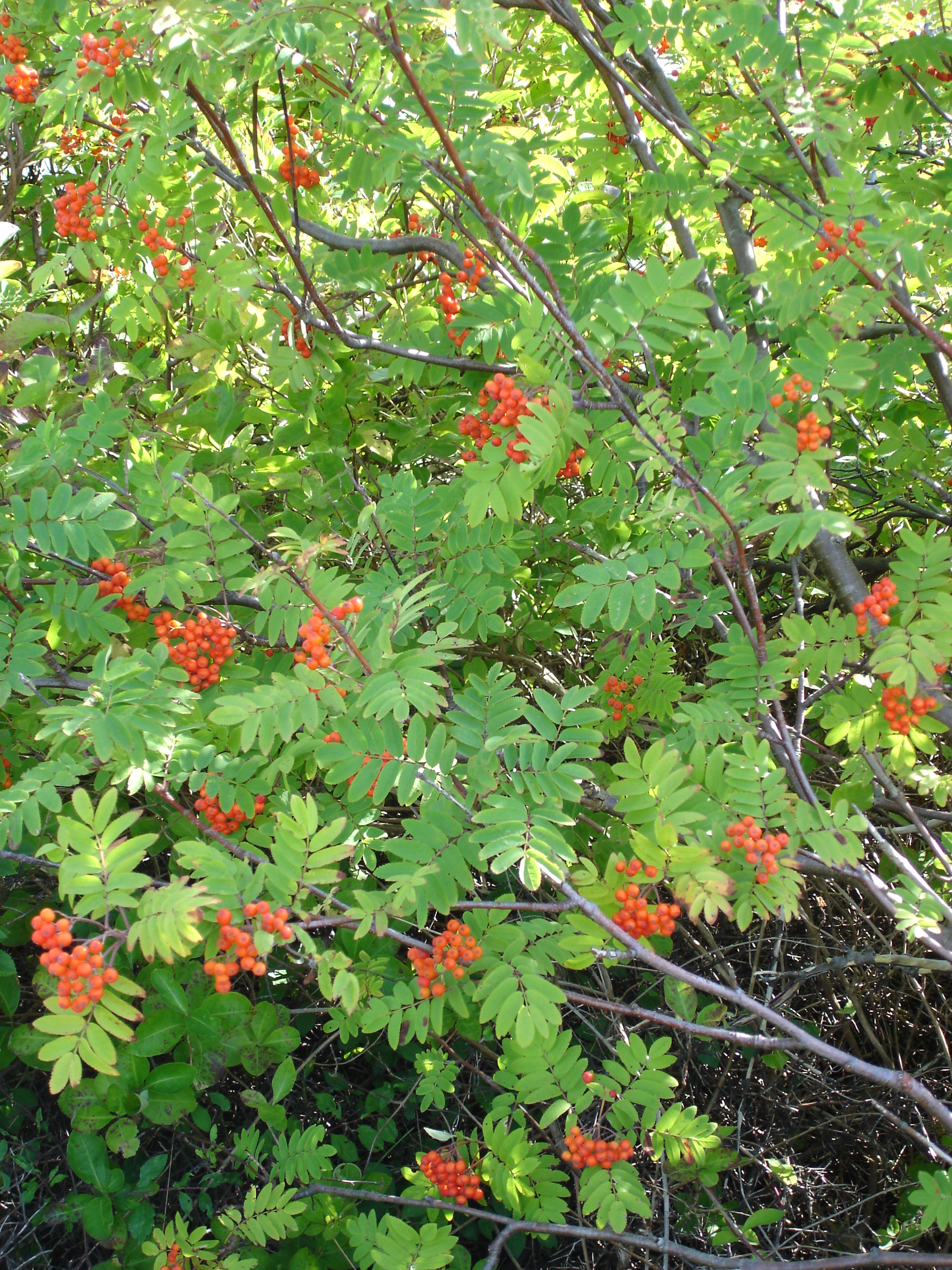
En rönn i Sverige.

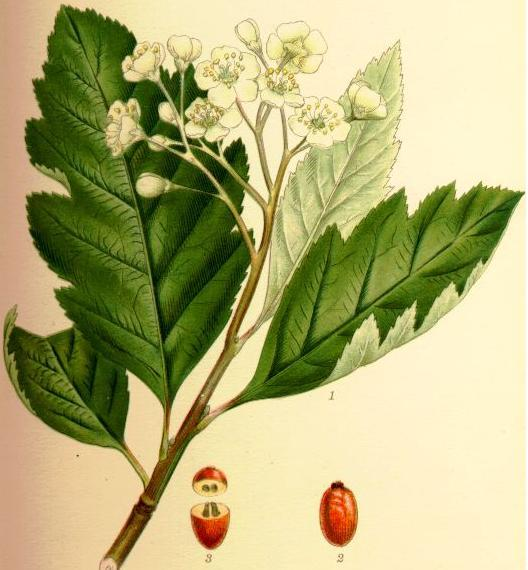
Oxellöv. Oxel är en nära släkting till rönn.

Eftersom rönnbären är beska och syrliga konsumeras de sällan av människor. Rönnbären används till rönnbärsgelé och till att krydda brännvin. På grund av den höga halten av vitamin C användes de mot skörbjugg. Rönnbären innehåller även naturliga antioxidanter i form av polyfenoler. Kyla gör att syrligheten mildras och därför brukar rönnbären plockas först efter första frostnatten. Ett alternativ är att plocka rönnbären när de mognat och sedan lägga dem i frysen.

## Rönnens utbredning
Rönnen är härdig i karga klimat och är vanlig i alla de nordiska länderna, även i de lägre fjälltrakterna. En inventering visar att den på 1950-talet i jämtlandsfjällen nådde 1 050 m. 2008 hade den dragit sig än högre, upp till 1 450 m. Oberoende undersökningar i Uralbergen, Alperna, Pyrenéerna och Jurabergen har gett jämförbara resultat. Anledningen till att rönnen rör sig allt högre antas vara den globala uppvärmningen. Att rönnen trivs högt upp indikeras även av ett av dess engelska namn, mountain ash ("fjällask"). Vid ishavskusterna finns den ända ute på de yttersta skären, där den kan få en endast knappt 3 dm, till marken tryckt stam.
Rönnen utgör ett vanligt vårdträd vid finländska bosättningar. Den finns även på Island och Grönland (dock ej på Färöarna[källa behövs]) och åt andra hållet långt ned i Sydeuropa.

## Växtsätt
Rönnen kan växa som ensamt träd eller i skogar och skogsbryn. Den klarar sig bra på mager, grusig och stenbunden mark och har därför också planterats vid vägar och på gårdstomter. Då den står som ensamt träd får den ofta en liten växt, men inne i skogar och hagar blir den högre och smärtare, och när den står i skogsbryn får den en tät, rundad krona. I extremt karga klimat kan den bli mycket liten och marknära.

## Rönnens ved
Rönnveden är ljusbrun, fast och seg. Träet är lätt att bearbeta (men svårt att klyva); lätt att betsa, polera och limma. På grund av sina egenskaper har det använts som slöjdvirke till utsatta delar i olika bruksföremål, som hjulekrar, räfspinnar och olika slags skaft, samt industriella produkter som valsar, textilspolar och träspindlar. Idag är det eftertraktat av konsthantverkare och slöjdare.

### Andra delar
Den grå barken kan användas till garvning och löven till vinterfoder åt boskap.

## Kulturhistoria
Trädet har sedan gammalt ansetts som heligt i Norden, och kallats ”Tors hjälp” då det ansetts att en gång ha räddat Tor och Loke från att drunkna i en flod. Det omtalas ofta i folksägner och sagor.
Flygrönn eller flogrönn kallas en epifytisk rönn, det vill säga ett rönnfrö som har grott i grenklykan på ett annat träd och där börjat växa som ett eget träd i trädet. Rönnen har i folktron i sig betraktats som magiskt betydelsefull, men särskilt flogrönnar har genom sitt växtsätt ansetts ha haft extra kraft som skydd mot åskan, häxor och trolldom, troll och andra naturväsen, för att upptäcka skatter, eller för att användas som slagruta.
Det finns flera ortnamn i Sverige med anknytning till rönnträdet, exempelvis Rönnby och Rönnskär. I sydöstra Finland finns orten Ylipihlaja, "Övre rönnen", likaså en by i Malax i Österbotten som heter Rönnholm, vilket också är ett efternamn. Det finns även ett Rönnholm i svenska Ångermanland utanför Lögdeå.
Surt sa räven om rönnbären är ett uttryck som används om situationer där en person vill förminska känslan av brist när något åtråvärt inte är uppnåeligt.

## Status
Regionalt kan hovdjur skada träden så allvarliga att en mindre population försvinner. I södra delen av utbredningsområdet kan klimatförändringar påverka beståndet negativt. Rönnen har fortfarande en stor population och den listas av IUCN som livskraftig (LC).